# Даутов, Махмуд Гайсенович
Махмуд Гайсенович Даутов (1927—2015) — машинист скрепера Целиноградского дорожно-строительного управления Министерства автомобильного транспорта и шоссейных дорог Казахской ССР. Герой Социалистического Труда (05.10.1966).

## Биография
Родился 23 февраля 1927 года в деревне Сараево Белебеевского кантона Башкирской АССР (ныне — Альшеевский район, Республика Башкортостан). Башкир.
В 1930-х годах его отец, дед и дядя были репрессированы. Мать — Хадиша Фарвазетдиновна Даутова — осталась с шестью детьми, вынуждена была оставить всё и в 1940 году переехала в село Софиевка Акмолинского (ныне — Целиноградского) района Акмолинской области Казахской ССР (ныне — Казахстана). Уже весной этого же года Махмуда Даутова и старшего брата трудоустроили в полеводческую бригаду местного колхоза «Коммунар». В Великую Отечественную войну несовершеннолетний Махмуд трудился на посевной, на сенокосе, вывозил урожай с полей, летом пас телят, овец, лошадей, а став старше — пас колхозный скот.
Осенью 1944 года был призван на военную службу в Красную армию. Службу проходил в Алкино-2 под Уфой, в Группе советских оккупационных войск в Германии, Белоруссии, в Вологде, в Архангельской области. После увольнения в запас в 1951 году вернулся в село Софиевка и в июне этого же года поступил работать грейдеристом в машинно-дорожную станцию (МДС-6) дорожно-строительного управления (ДСУ) № 17. С 1958 года работал там же скреперистом, в 1961 году переведён в целиноградское ДСУ-36.
В 1959—1966 годах М. Г. Даутов трудился на строительстве автомобильных мостов и дорог Иртыш — Караганда, Целиноград — Шортанды, Целиноград — Анар и Целиноград — Кургальджино, а также в совхозах Астраханского, Кургальжинского, Ерментауского районов, в городе Целинограде (ныне — Астана) и других населённых пунктах.
В совершенстве овладев техникой, М. Г. Даутов досрочно завершил семилетний план (1959—1965). При норме 224 тысячи кубических метров он отсыпал 354 тысячи кубометров земляного полотна автомобильных дорог. Его производительность труда составила 154 процента, за счёт перевыполнения норм выработки прирост автодорог Целиноградской области составил 11 километров. Его рационализаторское предложение по усовершенствованию работы гусениц трактора "Сталинец-80", позволяющее сокращать простои, было внедрено на Челябинском тракторном заводе.
Указом Президиума Верховного Совета СССР от 5 октября 1966 года за выдающиеся успехи, достигнутые в выполнении заданий семилетнего плана по перевозкам народнохозяйственных грузов и пассажиров, строительству, ремонту и содержанию автомобильных дорог, Даутову Махмуду Гайсеновичу присвоено звание Героя Социалистического Труда с вручением ордена Ленина и золотой медали «Серп и Молот».
Постоянно повышая своё мастерство, он передавал богатый опыт молодым рабочим. Принимал активное участие в общественной жизни, избирался членом постоянно действующего производственного совещания. За высокие достижения в труде награждён значком «Почётный дорожник».
Проживал в городе Целинограде, ныне — город Астана.
Умер 18 мая 2015 года, похоронен на Городском кладбище Астаны.

## Награды
- Золотая медаль «Серп и Молот» (05.10.1966);
- орден Ленина (05.10.1966)
- Медаль «В ознаменование 100-летия со дня рождения Владимира Ильича Ленина»
- Медаль «За доблестный труд в Великой Отечественной войне 1941—1945 гг.»
- Медаль «За освоение целинных земель» (1957)
- медалями Выставки достижений народного хозяйства
- и другими
- Заслуженный дорожник Казахской ССР (1965).
- Отмечен Грамотами и дипломами.